# Abraham Yeshaya Karelitz
Avraham Yeshaya Karelitz, (7 de novembre de 1878 - 24 d'octubre de 1953), conegut pel nom de la seva obra principal, el Chazon Ish, va ser un rabí ultraortodox nascut a Belarús que més tard va esdevenir un dels líders del judaisme ultraortodox a Israel, on va passar els darrers 20 anys de la seva vida, des de 1933 fins a 1953. El 1911, el rabí Karelitz va publicar a Vílnius el seu primer treball sobre l'Orach Chayim i altres parts del Xulhan Arukh, amb el títol de Chazon Ish, que significa "La visió de l'home".

## Biografia
Avraham Yeshaya Karlitz va néixer a Kosava, a la governació de Grodno, a l'Imperi Rus (actualment a la regió de Brest, a Belarús), era el fill major del Rabí Shmaryahu Yosef Karelitz, el Rabí de Kosova; la seva mare era Rasha, la filla del Rabí Shaul Katzenelbogen. Els seus germans menors eren el Rabí Meir, el Rabí Itzjak i el Rabí Moshé. El Rabí Yitzchak Karelitz, va succeir al seu pare com rabí de Kosova, durant la Segona Guerra Mundial, el Rabí Yitzchak, la seva esposa i la seva filla, van ser executats pels nazis a mitjans de 1942. La seva germana, Miriam, es va casar amb el Rabí Yaakov Yisrael Kanievsky, el Gaó de Steipler. El Gaó considerava el seu cunyat, el Rabí Abraham Yeshaya, com el seu mentor.
De jove, Avraham Karelitz va ser enviat a estudiar amb el Rabí Chaim Soloveitchik de Brisk. No va seguir el mètode d'estudi de Brisk, i més tard va quedar clar que s'oposava a ell. Després de dos anys, va tornar a la seva casa i va continuar estudiant amb el seu pare, que era el cap d'un Beit Din (tribunal rabínic). Abraham Karelitz es va casar amb la jueva Bashe Bei.
Avraham es va mudar a Vílnius al voltant de 1920, i es va fer amic del Rabí Chaim Ozer Grodzinski, assessorant-lo en tots els afers religiosos i comunals. Encoratjats pel Rabí Grodzinski, i amb l'ajut del Rabí Abraham Isaac Kook, la família Karelitz es va assentar a la Terra d'Israel, que aleshores es deia Mandat Britànic de Palestina, el 1933. La seva casa a Bené-Berac va esdevenir el punt de trobada de milers de persones que cercaven orientació religiosa.
Avraham Karelitz va dedicar la seva vida a l'estudi de la Torà, al mateix temps que va incrementar els seus coneixements en les ciències seculars com l'astronomia, l'anatomia, les matemàtiques i la botànica. Després del seu matrimoni, va continuar portant una vida extremadament modesta, la seva esposa s'ocupava de les seves necessitats econòmiques, mentre ell passava el dia i la nit estudiant la Torà en profunditat. El matrimoni Karelitz no va tenir fills.

## Influència i autoritat
Tot i que no ocupava cap càrrec oficial, el Chazon Ish va esdevenir una autoritat mundial reconeguda en molts afers relacionats amb la legislació i la vida jueva. No va ser nomenat com a líder comunal, tanmateix les seves posicions i decisions van influir en la vida i en les institucions dels jueus religiosos, especialment a Eretz Israel. No va publicar molts articles rabínics, però així i tot va aconseguir el reconeixement com una de les principals autoritats en matèria d'halacà (llei jueva).
Va declinar participar en qualsevol dels moviments religiosos i polítics que van ser molt actius abans i durant la formació de l'Estat sionista d'Israel el 1948. El rabí va tenir una gran influència sobre el judaisme ultraortodox a la Terra d'Israel. Avraham Karelitz va mantenir un punt de vista antisionista, tot i que va acceptar a contracor l'existència de l'Estat sionista d'Israel.
En reconeixement del seu profund coneixement i interès en molts camps d'estudi, molts van buscar el seu guiatge en temes socials i polítics. David Ben-Gurion, el Primer ministre d'Israel, i el jueu Yitzhak Ben-Zvi, el segon President d'Israel, el van visitar una vegada per debatre sobre qüestions polítiques i religioses. S'explica que el Rabí Karelitz va argumentar que les necessitats de la comunitat secular eren diferents de les necessitats de la comunitat religiosa. Va fer servir com a metàfora la discussió talmúdica (Sanedrí 32b) de dos camells que es troben en un estret pas de muntanya. Un camell sense béns ha de deixar passar a un camell carregat de béns, de la mateixa manera, el Chazon Ish sostenia que la societat secular havia de sotmetre's a la societat religiosa, que portava els béns de la tradició.
Tot i que Avraham Karelitz era essencialment un erudit, el rabí es va dedicar als problemes pràctics, dedicant molt esforç a l'enfortiment de la vida religiosa i de les institucions acadèmiques. Les seves decisions sobre l'ús de la màquina per munyir durant el Shabat, i sobre el cultiu hidropònic durant l'any sabàtic, són dos exemples del seu enfocament pràctic. El Chazon Ish va escriure més de 40 llibres escrits en hebreu modern.
A diferència d'altres grans Acharonim com el Rabí Chaim Soloveitchik, el Chazon Ish és conegut per evitar l'anàlisi metòdica dels passatges talmúdics, preferint un enfocament més variat i intuïtiu similar al dels Rixonim. El Chazon Ish també va descartar la necessitat d'aprofundir en el Musar com un estudi formal, sentint que una vida dedicada a l'estudi tradicional de la Torà portaria al tzadik cap al camí correcte.

## Agricultura
Existeix una varietat de poncem anomenada Chazon Ish, que ha estat certificada kosher pel Rabí Karelitz per ser usada com etrog. Després de la festa de Sukkot, el Rabí Karelitz va lliurar al Rabí Michel Yehuda Lefkowitz un paquet de llavors del etrog que el Chazon Ish havia fet servir durant la festivitat de Sukkot, i li va dir que plantés les llavors al seu jardí. El Rabí Lefkowitz, que no tenia cap experiència agrícola, va seguir les instruccions del Rabí Karelitz de sembrar i regar les llavors, i l'arbre va créixer i va donar fruit. Cada any el Chazon Ish venia a seleccionar el seu etrog d'aquest arbre per a la festivitat de Sukkot, d'igual manera ho feia el seu cunyat, el Gaó de Steipler, i altres rabins d'Israel. El Rabí Lefkowitz també va permetre que els productors de poncem recollissin esqueixos de l'arbre per conrear horts sencers de poncem certificats com kosher pel Rabí Abraham Karelitz.